# Calafell
Calafell est une commune de la comarque du Baix Penedès dans la province de Tarragone en Catalogne (Espagne).

## Géographie
La Commune de Calafell est située au bord de la mer Méditerranée sur la Costa Dorada à environ 40 km de Tarragone et à environ 60 km de Barcelone.

## Tourisme
Cette ville est située au cœur du Baix Penedès, dispose des installations et des services adaptés aux besoins des familles avec enfants, ce qui lui a valu d'obtenir la certification de « vacances familiales » attribuée par le Gouvernement catalan.

## Jumelage
- Larmor-Plage (France) depuis 2005.